# Щеглова, Евгения Владимировна
Евгения Владимировна Щеглова (род. 5 февраля 1996, Шарыпово, Красноярский край) — российская волейболистка, нападающая-доигровщица. Мастер спорта России.

## Биография
Начала заниматься волейболом в 2006 году в ДЮСШ города Шарыпово. 1-й тренер — В. В. Щеглов (отец спортсменки). В 2011 поступила в Дивногорский колледж-интернат олимпийского резерва (тренер — Е. Г. Бабошина). В том же году дебютировала в красноярской команде «Юность»-2 в высшей лиге «Б» чемпионата России, за которую (с 2012 — «Енисей»-2) выступала на протяжении 6 сезонов, в том числе в Молодёжной лиге.
С 2015 играет за основную команду ВК «Енисей» (Красноярск) в суперлиге. В её составе становилась бронзовым призёром чемпионата России, серебряным призёром розыгрышей Кубка России (дважды), а также трижды — обладателем Кубка Сибири и Дальнего Востока.    

### Клубная карьера
- 2011—2017 —  «Юность»-2/«Енисей»-2 (Красноярск) — высшая лига «Б», молодёжная лига;
- 2015—2022 —  «Енисей» (Красноярск) — суперлига.
- 2022—2023 —  «ЮЗГУ-Атом» (Курск) — высшая лига «А»;
- 2023 —  «Северянка»-2 (Череповец) — высшая лига «Б»;
- 2023—2024 —  «Динамо» (Владивосток) — высшая лига «Б»

## Достижения

### Клубные
- бронзовый призёр чемпионата России 2017.
- двукратный серебряный призёр розыгрышей Кубка России — 2017, 2018.
- 3-кратный победитель (2015, 2016, 2021)  и 3-кратный серебряный призёр (2017, 2018, 2020) розыгрышей Кубка Сибири и Дальнего Востока.